# Василівська церква (Ромни)
Василівська церква (Ромни) — архітектурна пам'ятка 18 століття, дзвіниця і водночас тепла церква, збудована поруч Святодухівського собору за адресою: м, Ромни, площа Базарна, 15

## Історія храму
Побудована в 1751—1780 рр. на кошти бунчукових товаришів Лубенського полку Андрія Павловича Полетики (1692—1773), його сина Андрія Андрійовича Полетики (1741—1798) і лубенського полкового писаря Петра Лук'янова. Як зазначено у Довідковій книзі Полтавської єпархії 1912 року, Василівська церква збудована в 1867 році. Але зводити її почали значно раніше. Коли в 1749 році стара Успенська церква була продана під знесення, священики і ктитори відразу почали збирати кошти і матеріали для будівництва теплої церкви з дзвіницею при ній. Про це читаємо у книзі «Роменська старина. Історичні, статистичні і побутові записки про місто Ромни і його жителів від початку міста до нашого часу», складеній Іваном Олексійовичем Куриловим у 1897 році:
«29 червня 1751 року з дозволу Преосвященного митрополита Київського і Галицького Тимофія Щербацького на тому самому місці, де стояла Успенська церква,  щоб воно не було марним  і  зневаженим, заклали і почали будувати нову церкву на честь Успіння Пресвятої Богородиці».
Коли в 1755 році в Полтаву забрали зразкові ваги і міри, будівництво було призупинене. У 1780 році будівля була покрита деревом (гонтом) і наймалася для складування товарів. У 1798 році поміщик, колезький асесор Степан Іванович Манджос за власні кошти перелив дзвін вагою 133 пуди, додавши більше десяти пудів міді із старих битих дзвонів. У 1811 році багатий благодійник Василь Петрович Троянський «закінчив своїм коштом… і перейменував її у честь патрона свого святого Василія Великого». В 1866—1867 р.р. за планом і проектом, підготовленим архітектором Червінським, будівлю перебудували: довелося стару «дзвіницю з неймовірно товстими стінами ламати і арку, яка була посередині церкви, і на якій трималася дзвіниця, викинути». У 1847 році в Москві на заводі Дмитра Самгіна було остаточно перелито дзвін вагою 263 пуди, язик дзвону вагою 8 пудів 31 фунт тримається на моржовому ремені. Установили дзвін у 1867 році. Тоді почалася щоденна служба, тому 1867 рік і вважається початком діяльності Василівської церкви.

## Архітектурні особливості
Василівська церква виконана у трапезному стилі. Цегляна, поштукатурена, прямокутної забудови. Архітектор Євген Червінський додав елементи російської архітектури сімнадцятого століття, після перебудови вона стала подовженою, безкупольною. Ознаки козацького барочного стилю: гранчасті об'єми будівель, ярусне розташування бань із перехватом, фарбування стін у білий, зелений кольори, золотіння куполів, декорування ліпниною, переважно рослинного характеру. На сході — гранчаста апсида, на заході — дзвіниця. Споруда висотою понад шість метрів покрита білим вапном. Купол візантійского стилю дерев'яний, покритий металом. Над ним вивищується позолочений хрест висотою 1м 85 см, прикрашений шестипроменевими зорями. Для оздоблення церкви використані найрізноманітніші деталі російсько-візантійського стилю: кілевидні завершення арок, ажурні пояси карнизів. Перекриття основного об'єму також дерев'яне з підвісними потолками, апсиди — конхові. Дзвіниця — восьмерик на четверику, який завершує на високому циліндричному барабані двохярусна глава. Фасади оформлені пілястрами. Головний вхід — із заходу через круту паперть з великим арочним прорізом у могутньому центральному ризоліті. Вхідна арка фланкована стилізованими капітелями. Над великим арочним входом три живописні роботи, виконані художником Валерієм Купріяновичем Зосенком. Різної форми і розміру вони гармонійно вписуються в загальну структуру церкви. Бог-отець, Бог-син і Дух святий. Середня кругла — святий Василій, і вгорі — прямокутна ікона святого Ніколая.
У внутрішньому оформленні храму православна традиція поєднується з українським бароко. Помірні орнаменти, дивовижні образи у зіставленні земного з небесним. Іконостас у золотисто-жовтих кольорах — справжній витвір мистецтва. У небесному сяйві сповнені величі Ісус Христос, Божа Матір, апостоли. З правого боку — старовинна ікона святого Ніколая Угодника, який шанується як дивотворець і допомагає всім, хто звертається до нього за допомогою. Фрески розповідають про життя святих. Внутрішнє оздоблення храму реставроване у 1980 році Дубенчуком Віталієм Самойловичем і Северином Олексієм Олександровичем. Для іконостасу підготували чеканку.
Вхід у підвальні приміщення — через тамбури з північного і південного боку. Опалювальна система оригінальна. У підвальному приміщенні (у Василівській церкві підвал не займає весь простір під будівлею) встановлена велика груба. Прокладено хрестоподібно труби. Там влаштовуються безкоштовні обіди для малозабезпечених.

## Настоятелі
У Василівській церкві правили протоієрей Федір Стефанович Мирович, священик Андрій Федорович Навроцький, Олександр Порфирович Нестеровський, диякон Андрій Іоанович Євсевський, церковний староста Іван Миколайович Скочко.
З 1978 року настоятелем Василівської церкви є отець Миколай (Микола Степанович Бойко) уродженець села Скибівка Чутівського району Полтавської області. Після закінчення Одеської семінарії він прибув у Ромни, а вже через два роки в 1980 р. розпочалися реставраційні роботи у Василівській церкві.
Це «місце молитви, місце моєї служби, місце єднання християн», — говорить о. Миколай про Соборний комплекс.